# Yeshivá Torah Vodaath
La Yeshivá Torah Vodaath es una yeshivá (academia talmúdica) en la tradición judía ortodoxa, ubicada en el vecindario de Kensington, en Brooklyn, en la ciudad de Nueva York.

## Historia
La yeshivá abrió en 1918 para ofrecer una educación centrada en los textos sagrados judíos tradicionales a los hijos de las familias que se movían desde la sección baja del  East Side de Manhattan, hasta el barrio de Williamsburg en el borough de Brooklyn. Los dos fundadores y el rabino local Zev Gold, de la congregación Beth Jacob Ohev Sholom, formaron una junta directiva y establecieron una yeshivá en Williamsburg que funcionaba como una escuela elemental de educación primaria.
Posteriormente la yeshivá se trasladó al número 206 de la calle Wilson y permaneció allí lugar hasta 1967, (aunque la escuela elemental permaneció en ese número hasta 1974) cuando se movió hasta su actual ubicación en el número 425 de la Calle East 9th, en Brooklyn, Nueva York. Gold fue el primer director de la yeshivá (rosh yeshivá) y sugirió la nombre Yeshivá Torah Vodaath, como la yeshivá fundada anteriormente en la ciudad palestina de Lydda en 1905, por parte del Rabino Yitzchak Yaacov Reines, que combinaba los estudios seculares y el estudio talmúdico tradicional.

Durante su primer periodo en la historia de la yeshivá, la academia talmúdica fue modelada como las escuelas rabínicas de Europa Oriental, con los estudios religiosos en yidis y siguiendo el aprendizaje del Talmud babilónico según el estilo de enseñanza húngaro de las yeshivot centroeuropeas.
Shraga Feivel Mendlowitz, el cual dirigió la yeshivá entre los años 1922 y 1948. Una Mesivta (instituto rabínico) fue abierta en 1926.
Más tarde fue inaugurada una yeshivá guedola también. El Rabino Leibovitz, un escolar de Europa vino a la yeshivá para dirigir la sala de estudio avanzado o Bet Midrash en 1929, pero marchó después de cuatro años para empezar su propia yeshivá, (llamada Yeshivá Chofetz Chaim), después de algunas diferencias personales con el Rabino Mendelowitz. Dos años más tarde, en 1935, el Rabino Shlomo Heiman se convirtió en el nuevo director de la yeshivá, una posición que mantuvo hasta su defunción en el año 1944.
Cuando el rabino Mendelowitz murió en 1948, fie succ dido por los rabinos Yaakov Kaminetsky y Reuven Grozovsky.
La yeshivá desde entonces se ha expandido para incluir una sala de estudio (Bet midrash) en Monsey, una escuela elemental en Marine Park, y dos campamentos de verano para los estudiantes, una guardería y un colegio rabínico para los estudiantes de posgrado (un kollel). En el año 2020, la yeshivá tenía unos 2.000 alumnos aproximadamente.

## Filosofía
El concepto de Torah im Derech Eretz del rabino ortodoxo moderno Samson Raphael Hirsch, ha influenciado la educación en la yeshivá, aunque actualmente la escuela está influenciada fuertemente por la filosofía del judaísmo jaredí. La academia talmúdica Torah Vodaath es una yeshivá jaredí que permite a sus alumnos atender a la escuela secular mientras estudian la santa Torá, la Biblia hebrea (el Tanaj) y el Talmud babilónico en la yeshivá. La mayoría de graduados de la yeshivá van a trabajar en diversos oficios que no están directamente relacionados con la educación basada en la Torá que ellos han recibido en la academia rabínica.

## Directores de la yeshivá
Los tres directores de la yeshivá son los rabinos Yisroel Reisman, Yosef Savitsky, y Yitzchok Lichtenstein.